# Le Tronchet (Sarthe)
Le Tronchet – miejscowość i gmina we Francji, w regionie Kraj Loary, w departamencie Sarthe.
Według danych na rok 1990 gminę zamieszkiwało 128 osób, a gęstość zaludnienia wynosiła 33 osób/km² (wśród 1504 gmin Kraju Loary Le Tronchet plasuje się na 1104. miejscu pod względem liczby ludności, natomiast pod względem powierzchni na miejscu 1199.).